# Мар'їни
Ма́р'їни (рос. Марьины) — присілок у складі Свічинського району Кіровської області, Росія. Входить до складу Свічинського міського поселення.
Населення становить 186 осіб (2010, 170 у 2002).
Національний склад станом на 2002 рік — росіяни 98 %.